# Hybrid array
Un "Hybrid array", matriu híbrida o matriu d'emmagatzematge híbrid és un tipus de gestió d'emmagatzematge jeràrquic que combina unitats de disc dur (HDD) amb unitats d'estat sòlid (SSD) per tal de millorar la velocitat d'E/S. Un cas semblant però no tant ràpid, és el ReadyBoost de Microsoft que permet als ordinadors personals emprar unitats flash USB com a cache de disc.
Les matrius d'emmagatzematge híbrid tenen com a objectiu mitigar la diferència de preu-rendiment cada cop més creixent entre els discs durs i la DRAM afegint un nivell de disk cache búfer a la jerarquia de memòria. Així, les matrius híbrides pretenen reduir el cost per cada E/S, en comparació amb l'ús només de SSD per a l'emmagatzematge. Les arquitectures híbrides poden ser tan senzilles com incloure un únic cache de disc SSD per a ordinadors d'escriptori o portàtils, o poden ser més complexes com les configuracions per a centres de dades i cloud computing, que poden implementar un webcache.

## Implementacions
Hi ha diversos productes comercials que implementen matrius híbrides entre els que es poden citar:
- Adaptec va demostrar la sèrie MaxIQ el 2009.[2]
- Fusion Drive d'Apple
- El programari Linux inclou bcache, dm-cache i Flashcache (venut amb EnhanceIO).
- ExpressCache de Condusive es comercialitza per a ordinadors portàtils.
- EMC Corporation VFcache es va anunciar el 2012.[3][4]
- Fusion-io va adquirir ioTurbine el 2011,[5] i la línia de productes que va adquirir comprant NexGen el 2013.[6]
- Hitachi Accelerated Flash Storage (HAFS) utilitzat juntament amb el programa Hitachi Dynamic Tiring[7]
- Programa de servidor IBM Flash Cache Storage Accelerator (FCSA)[8]
- Tecnologia de resposta intel·ligent d'Intel per a escriptori
- Programa d'acceleració de cache de disc d'Intel per a servidors i estacions de treball
- Programa de LSI CacheCade per als seus controladors[9]
- Controladors HyperDuo de Marvell[10]
- Nivells automatitzats de Microsoft (des de Windows 2012 R2)
- NetApp's Flash Cache, Flash Pool, Flash Accel[11]
- Oracle Corporation comercialitza productes com Exadata Smart Cache Flash i el sistema d'emmagatzematge flash FS1.[12]
- El programari de cache de disc SSD Nvelo DataPlex es va anunciar el 2011,[13] i va ser adquirit per Samsung el 2012.[14]
- SanDisk FlashSoft per a Windows, Linux i vSphere[5]
- Alguns productes que ofereixen venedors com AMI StorTrends,[15] Tegile Systems, Reduxio i Tintri.[16]
- Els ZFS que empren matrius híbrides d'emmagatzematge s'utilitzen, per exemple, en alguns productes d'Oracle Corporation.[17]